# Carlos Mario Jaramillo
Pour les articles homonymes, voir Jaramillo.
Jaramillo  Mesa est un nom espagnol. Le premier nom de famille, en général paternel, est Jaramillo ; le second, en général maternel, souvent omis, est Mesa.
Carlos Mario Jaramillo Mesa est un ancien coureur cycliste colombien, né le 16 janvier 1961 à Medellín.
Il devient professionnel en 1985 et le reste jusqu'en 1996. Il gagne une étape du Dauphiné mais le couronnement de sa carrière reste sa victoire dans le Tour de Colombie en 1993.
Aujourd'hui reconverti en directeur sportif, il a dirigé l'équipe Une Orbitel, jusqu'en 2008. Puis de 2009 à 2011, il a managé l'équipe Indeportes Antioquia de Santiago Botero puis d'Óscar Sevilla. En 2012, il prend la direction technique de la nouvelle équipe Colombia - Comcel, rebaptisé en cours d'année Coldeportes - Claro. En avril 2014, il devient le nouveau sélectionneur national de la Colombie.

## Biographie
Sa carrière est étroitement liée à celle de son mentor, Raúl Mesa. En passant professionnel en 1985 dans l'équipe cycliste Café de Colombia, il fait la connaissance du directeur sportif Raúl Mesa. Cette année-là, il règle Kim Andersen dans un petit groupe d'échappés pour remporter sa seule victoire sur le circuit européen, la 2e étape du Critérium du Dauphiné.
En 1986, à la création de l'équipe cycliste Postobón, Jaramillo suit Raúl Mesa qui devient le directeur sportif de cette nouvelle équipe. Il y reste jusqu'en 1992, date à laquelle Mesa quitte les Postobón. Jusqu'au début des années 1990, Jaramillo est réputé pour être l'un des meilleurs gregarii du peloton international. Par exemple, lors du Tour de France 1985, il participe aux sprints bonifications pour préserver le maigre avantage de son second leader, Fabio Parra au classement du meilleur néophyte, face à la menace que constituait Eduardo Chozas,.
Puis, il se marie avec l'une des filles de Mesa. Celui-ci opère un changement radical dans la façon de s'entraîner de son coureur, qui apprend à grimper. 
Il termine au pied du podium des Tours de Colombie 1991 et 1992. En 1993, il quitte les Postobón pour devenir le leader d'une nouvelle équipe, montée par la Gobernación de Antioquia et dirigée par Raúl Mesa. Il obtient la consécration de sa carrière cycliste en remportant son Tour national aux dépens d'Israel Ochoa, leader de la course pendant huit jours.
Il met un terme à la compétition en 1996. Il aura participé à 6 Tour de France, à 8 Tour d'Espagne et à pas moins de 13 Tour de Colombie.
L'année suivante, naturellement, il devient directeur sportif d'une formation dirigée par son beau-père. Cette collaboration se poursuivra jusqu'en 2009 où Jaramillo prendra la direction d'une équipe rivale. Ainsi les deux années suivantes, il est directeur sportif de l'équipe cycliste Gobernación de Antioquia-Indeportes Antioquia, formation qui prend le statut d'équipe continentale, en 2011.
Sous sa direction, Sergio Henao remporte le Tour de Colombie 2010.
En 2012, il intègre le projet financé par l'État colombien par l'intermédiaire de l'entité Coldeportes. Il dirige l'équipe Colombia - Comcel, équipe continentale, qui représente le projet en Colombie et sur le continent américain. Tandis que la seconde formation, l'équipe continentale professionnelle Colombia-Coldeportes a un calendrier exclusivement européen. La nomination de Jaramillo se fait en remplacement de Hernán Buenahora, directeur sportif, début 2012.
À la suite de la démission de Jenaro Leguízamo, pour raisons personnelles, le poste de sélectionneur national est vacant. Avec l'accord du gérant de l'équipe Coldeportes - Claro, il accompagne trois de ses coureurs et officie en tant que directeur technique de la délégation colombienne de cyclisme sur route aux Jeux sud-américains, en mars 2014. Un mois plus tard, la fédération cycliste colombienne officialise la nomination de Jaramillo au poste de sélectionneur national. Après avoir passé deux ans à sa tête, il quitte les fonctions de directeur sportif de l'équipe Coldeportes - Claro.

## Équipes
- Coureur cycliste[14]
  - 1985 :  Piles Varta - Café de Colombia - Mavic
  - 1986 :  Postobón Manzana - RCN
  - 1987 :  Postobón Manzana
  - 1988 :  Postobón Manzana
  - 1989 :  Postobón Manzana
  - 1990 :  Postobón Manzana - Ryalcao
  - 1991 :  Ryalcao - Postobón Manzana
  - 1992 :  Postobón Manzana - Ryalcao
  - 1993 :  Aguardiente Antioqueño - Lotería de Medellín
  - 1994 :  Aguardiente Antioqueño - Lotería de Medellín
  - 1995 :  Aguardiente Antioqueño - Lotería de Medellín
  - 1996 :  Gobernación de Antioquia - Lotería de Medellín

## Palmarès
- Tour de Colombie
  - 1er au classement général en 1993.
  - 1 fois sur le podium (3e en 1994)[15].
  - 2 victoires d'étape en 1992 et en 1993[16].
- Clásico RCN
  - 3 victoires d'étape en 1983 et en 1988[17].
- Critérium du Dauphiné
  - 1er de la 2e étape en 1985[18].
- Jeux panaméricains
  -  Médaille d'argent de la course en ligne en 1983.

## Résultats sur lesgrands tours

### Tour de France
6 participations.
- 1985 : 73e du classement général.
- 1986 : 55e du classement général.
- 1987 : abandon lors de la 20e étape.
- 1990 : 53e du classement général.
- 1991 : 151e du classement général.
- 1992 : 68e du classement général.

### Tour d'Espagne
8 participations.
- 1985 : 46e du classement général.
- 1986 : 34e du classement général.
- 1987 : 53e du classement général.
- 1988 : 21e du classement général.
- 1989 : 13e du classement général.
- 1990 : 13e du classement général.
- 1991 : abandon lors de la 20e étape.
- 1992 : abandon lors de la 18e étape.

### Tour d'Italie
Aucune participation.

## Résultats sur les championnats

### Jeux olympiques

#### Course en ligne
1 participation.
- Los Angeles 1984 : 52e au classement final[20].

### Championnats du monde professionnels

#### Course en ligne
7 participations.
- 1985 : abandon.
- 1986 : 74e au classement final[21].
- 1987 : abandon.
- 1988 : abandon.
- 1989 : abandon.
- 1991 : 49e au classement final.
- 1993 : abandon.

### Jeux panaméricains

#### Course en ligne
1 participation. 
- 1983 :  médaille d'argent de la compétition.